# Lev Tarassevitch
Lev Aleksandrovitch Tarassevitch (russe : Лев Алекса́ндрович Тарасе́вич), né le 2 février 1868 (14 février dans le calendrier grégorien) à Tiraspol, dans le gouvernement de Kherson, alors dans l'empire russe, aujourd'hui en Moldavie, mort le 12 juin 1927 près de Dresde, est un immunologiste, épidémiologiste, biologiste et pathologiste russe et soviétique, qui a joué un rôle moteur dans le développement de la vaccination en Russie.

## Jeunesse, formation et premières activités professionnelles
Lev Tarassevitch est issu de la noblesse. Il termine ses études secondaires au lycée de Chișinău en 1886 avec une médaille d'or,. Il suit ensuite les cours de l'Université impériale de Nouvelle-Russie (ru) à Odessa en sciences naturelles, à la faculté de physique et de mathématique, qu'il termine en 1891. Il reçoit ensuite une formation en médecine à l'Académie impériale de médecine militaire (ru) de Saint-Pétersbourg, et ensuite à Paris, en 1897.
En 1899 il travaille à Kiev à la chaire de pathologie générale, auprès du célèbre pathologiste russe Vladimir Podvysotski (ru). Entre 1900 et 1902 il est à l'Institut Pasteur à Paris, auprès de Ilya Ilitch Metchnikov, dont il est un des élèves favoris. Il sera un continuateur de sa théorie cellulaire de l'immunité.

## Activité pédagogique
Principale source : .
De 1902 à 1907, il est prosecteur, puis privat-docent à la chaire de pathologie générale de l'Université d'Odessa. Il est ensuite de 1907 à 1911 privat-docent à l'Université de Moscou. En 1911, avec d'autres enseignants, il quitte l'Université de Moscou en signe de protestation contre la politique du ministre de l'éducation populaire, Lev Kasso.
Il est l'initiateur d'une série de réformes de l'enseignement des disciplines médicales, et un partisan énergique de l'égalité des droits des femmes à la formation médicale dans les facultés et universités.
De sa fondation en 1908 jusqu'en 1924, il est professeur à la chaire de bactériologie (par la suite microbiologie) du département médical des Cours supérieurs féminins de Moscou (ru), qui deviendront en 1918 la 2e Université d'État de Moscou puis l'Université nationale russe de recherche et de médecine Pirogov.
Avec la directrice de la chaire, Praskovia Tsiklinkaïa (ru), qui avait été également élève de Metchnikov, il dirige le cours de bactériologie, assure le principal enseignement sur les infections et l'immunité. Il est également avec le célèbre hygiéniste et microbiologiste Piotr Diatroptov (ru) un pionnier de l'enseignement de la médecine sociale à partir de 1910. Il enseigne également à Université populaire municipale Chaniavski (ru)

## Activité scientifique
Principales sources : ,,.
Lev Tarassevitch a conduit des recherches dans différents domaines de l'immunologie et de la microbiologie médicales. Sa thèse, « Contribution à l'étude des états hémolytiques. Historique critique et recherches expérimentales » (1902), est fondée sur le résultat de ses observations dans le laboratoire de Metchnikov. Elle analyse de la situation de l'immunologie de l'époque et étudie les mécanismes de développement de la réponse immunitaire aux globules rouges étrangers.
Les travaux de Tarassevitch sur l'hémolyse sont à leur époque une avancée significative pour l'application de deux composantes essentielles de l'immunologie, cellulaire et humorale, et montrent que la réponse immunitaire se développe grâce à une interaction complexe de ces deux facteurs. Il démontre que le système lymphatique et la rate possèdent des capacités hémolytiques, en tant qu'organe riches en macrophages, et que la moelle osseuse n'a pas cette capacité. Ses recherches sur l'hémolyse ont également alors une grande importance pour développer les connaissances du rôle immunitaire du système réticulo-endothélial et du choc anaphylactique.
En 1911 Lev Tarassevitch participe à l'expédition de Metchnikov dans les steppes kalmoukes, dont le but est la lutte contre la tuberculose dans cette région. Il apporte alors une contribution essentielle aux approches épidémiologique et à la prévention de la tuberculose, du choléra, de la fièvre typhoïde, de la malaria, du typhus, de la dysenterie et de la syphilis, dans un travail dont les principaux axes sont la caractérisation de la morbidité, l'immunité naturelle, l'établissement d'une immunité collective et son influence sur la circulation des germes des maladies infectieuses.
Ces résultats permettent de fonder l'épidémiologie comme une branche indépendante des sciences médicales, débouchant directement sur des mesures pratiques de lutte contre les épidémies.
Les travaux scientifiques de Tarassevitch ne se sont pas limités aux questions d'immunologie et d'épidémiologie. Il s'est également intéressé aux allergies, et a réalisé des reproductions expérimentales des chocs anaphylatiques alimentaires liées au lait et à l'albumen des œufs.

## Travaux sur la vaccination de la population
Principales sources : ,.
Dès que le débat scientifique sur la vaccination s'engage en Russie, Lev Tarassevitch se fait un propagandiste actif de l'immunisation de la population, dans le but de prévenir les épidémies dues aux agents infectieux. Il y a à l'époque un grand nombre d'opposants à la vaccination, qui craignent que des complications surviennent. Tarassevitch leur répond en 1914 :

« Les vaccinations sont bien sur, un moyen ni absolu ni idéal, mais elles représentent dans les circonstances actuelles la mesure de prévention la plus fondamentale pour écarter tout un ensemble de maladies, et il faut admettre que leur réalisation doit être obligatoire. »

Pendant la Première Guerre mondiale, à la tête du service d'inspection sanitaire de campagne des armées, est l'initiateur et l'organisateur de la vaccination des armées russes contre la fièvre typhoïde et le choléra. Un programme de prévention des épidémies est élaboré sous sa direction par le Conseil médical auprès du Gouvernement provisoire.
Les articles et l'action de Tarassevitch, son approche pondérée en faveur d'une vaccination de masse ont joué un rôle décisif dans l'introduction de cette méthode de prévention en Russie. De par ses efforts, la vaccination des militaires et des réfugiés contre le choléra, la fièvre typhoïde, et celle des nouveau-nés contre la tuberculose sont organisées. Il a rendu ainsi possible pour le monde entier le développement de modes opératoires d'avant garde pour la vaccination, par exemple la mise au point des méthodes reposant sur l'immunisation par la voie orale d'Alexandre Besredka ; des vaccins oraux contre la dysenterie et d'autres maladies sont développés grâce à son appui.

## Activité dans le domaine du contrôle de la qualité des vaccins et des sérums
Principales sources : ,,,.
Lev Tarassevitch est le fondateur du système d'État de surveillance de la qualité des vaccins et des sérums. En 1915, il organise la première station de contrôle des vaccins en Russie à partir de la chaire de microbiologie du département médical des Cours supérieurs féminins de Moscou. En 1918, en tant que représentant du Conseil scientifique médical auprès du commissariat du peuple à la santé de la RSRSR, il est président permanent du congrès pan-russe des médecins bactériologistes, épidémiologistes et sanitaires.
En octobre 1918, lors du premier congrès des bactériologistes et des épidémiologistes de Russie, la nécessité de l'organisation dans le pays d'un institut spécialisé de contrôle est reconnue. En janvier 1919, sur décision du commissaire du peuple de la RSFSR à la santé, Nikolaï Semachko, cet institut est créé, sous le nom d'Institut d'État de contrôle des vaccins et des sérums. Il s'agit maintenant de l'Institut d'État de recherche scientifique sur la normalisation et le contrôle des préparations biologiques médicales Tarassevitch (ru).
Il fonde, également en 1919, l'Institut de santé du peuple Louis Pasteur (en russe : Государственный институт народного здравоохранения им. Л. Пастера (ИНГЗ)), réunissant des établissements scientifiques spécialisés du commissariat du peuple à la santé, qu'il dirige jusqu'à sa mort. Il fonde et dirige également la Commission centrale des sérums et des vaccins, qui préfigurera le Comité des vaccins et des sérums, et ensuite le Comité des préparations médicales immuno-biologiques.

## Ouvrages et travaux
Principale source : .
Lev Tarassevitch a écrit plus de 100 travaux scientifiques. Les plus connus sont :
- (ru) К учению о гемолизинах. Историко-критическое и экспериментальное исследование [« Contribution à l'étude des états hémolytiques. Historique critique et recherches expérimentales »], Odessa,‎ 1902, 152 p. ;
- (ru) О голодании. Речь, произнесённая во 2-м общественном собрании Х-го Пироговского съезда [« Sur la faim. Discours prononcé au 2e congrès de la société Pirogov »], Kiev, Сотрудник,‎ 1907, 32 p. ;
- (ru) Анафилаксия (факты и теория) [« Le choc anaphylactique. Faits et théories »], Moscou,‎ 1910, 22 p. ;
- (ru) - (dir.), Медицинская микробиология. Руководство для врачей и студентов, в трёх томах [« Microbiologie médicale. Prescriptions pour les médecins et les étudiants, en trois tomes »], Petrograd - Kiev,‎ 1912—1915 ;
- (ru) Заразныя болезни. Сыпной и возвратный тифы, дезинсекция, оспа, желудочно-кишечные инфекции, прививки, раневыя инфекции [« Les maladies contagieuses. Typhus et typhus récurrent, lutte contre les ravageurs, variole, infections gastriques et intestinales, vaccinations, flore de souillure »], Moscou, Природа,‎ 1916, 91 p. ;
- (ru) - (dir.), Сборник трудов по сыпному тифу [« Recueil de travaux sur la fièvre typhoïde »], Moscou,‎ 1922 ;
- (ru) Курс общей патологии [« Cours de pathologie générale »], Moscou - Leningrad,‎ 1908 - 1923 ;
- (ru) - (dir.), Институт (Государственный научный народного здравоохранения им. Пастера (ГИНЗ)). 1919—1924. Организация, деятельность и научные труды [« Institut scientifique d'Etat de santé publique Pasteur (GINZ). 1919- 1924. Organisation, activité et travaux scientifiques »], Moscou,‎ 1924 ;
- (ru) - (dir.), Труды IX Всероссийского съезда бактериологов, эпидемиологов и санитарных врачей. 25 мая — 1 июня 1925 года, город Москва [« Travaux du IXe congrès pan-russe des médecins bactériologues, épidémiologues et sanitaires. 25 mai - 1er juin 1925. Moscou »], Moscou,‎ 1926.

Sur son initiative, et avec lui comme rédacteur, la Revue de la pathologie, de la microbiologie et des maladies infectieuses («Журнал патологии, микробиологии и инфекционных болезней» commence à paraître en 1920. Elle est devenue à partir de 1935 la Revue de microbiologie, d'épidémiologie et d'immunologie.

## Décès. Distinctions et postérité
Principales sources : ,,.

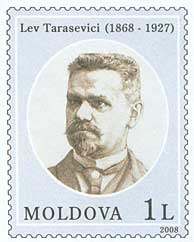
Почтовая марка Молдовы, 2008

Lev Tarassevitch est mort dans un sanatorium près de Dresde, où il avait été envoyé sur décision du commissaire du peuple de la RSFSR à la santé, Nikolaï Semachko. L'urne contenant ses cendres est à Moscou, au Cimetière de Novodevitchi.
Il a reçu les distinctions suivantes :
- Héros du travail de la RSFSR pour son action sur le front de la santé du peuple (1923) ;
- membre de l'Académie nationale des sciences d'Ukraine en 1926 ;
- médaille d'or d'honneur de l'université de Hambourg.

Son est porté depuis 1927 par l'Institut d'État de recherche scientifique sur la normalisation et le contrôle des préparations biologiques médicales de Moscou, qu'il a créé, et dans sa ville natale, à Tiraspol, par un collège médical.

## Personnalité, famille, loisirs
Principales sources : ,,.
Lev Tarassevitch était un représentant de l'intelligentsia russe d'avant la révolution, érudit et versé dans toutes les connaissances. Ceux qui l'ont connu soulignaient sa bonté, sa délicatesse, et son inclination à venir en aide à autrui.
Sa femme, Anna Vassilievna, née comtesse de Stenbok-Fermor (1872—1921), était chanteuse professionnelle, et a créé avec Maria Olenina d'Alheim la Maison du chant (ru) à Moscou. Lev Tarassevitch était membre du cercle de littérature et d'art de Moscou, et ils réunissaient fréquemment chez eux des intellectuels moscovites, comme Andreï Biély, les frères Nikolaï Meitner et Émilie Meitner (ru), Fyodor Stepoun (ru) et d'autres.
Il a eu trois enfants, Ioulia, née en 1893, Aleksandr, né en 1986 et Kirill (né en 1901). Un de ses petits-fils, Lev Kirillovitch Tarassevitch, médecin de profession, a vécu au Canada.